# 비니타 발리
비니타 발리(Vinita Bali, 1955년 출생)는 이전에 브리타니타 인더스트리스(Britannia Industries Limited)의 전무이사였던 인도 사업가이다.

## 교육
1975년에 델리 대학교의 레이디 셔램(Lady Shri Ram) 여성 대학에서 경제학 학사 학위를 받았다. 그 뒤 잠날랄 바자즈 경영 연구소에서 MBA를 취득했다. 미국 미시간 주립 대학교에서 장학금을 받고 유엔 본부에서 인턴으로 일했다.